# Robert Prigent

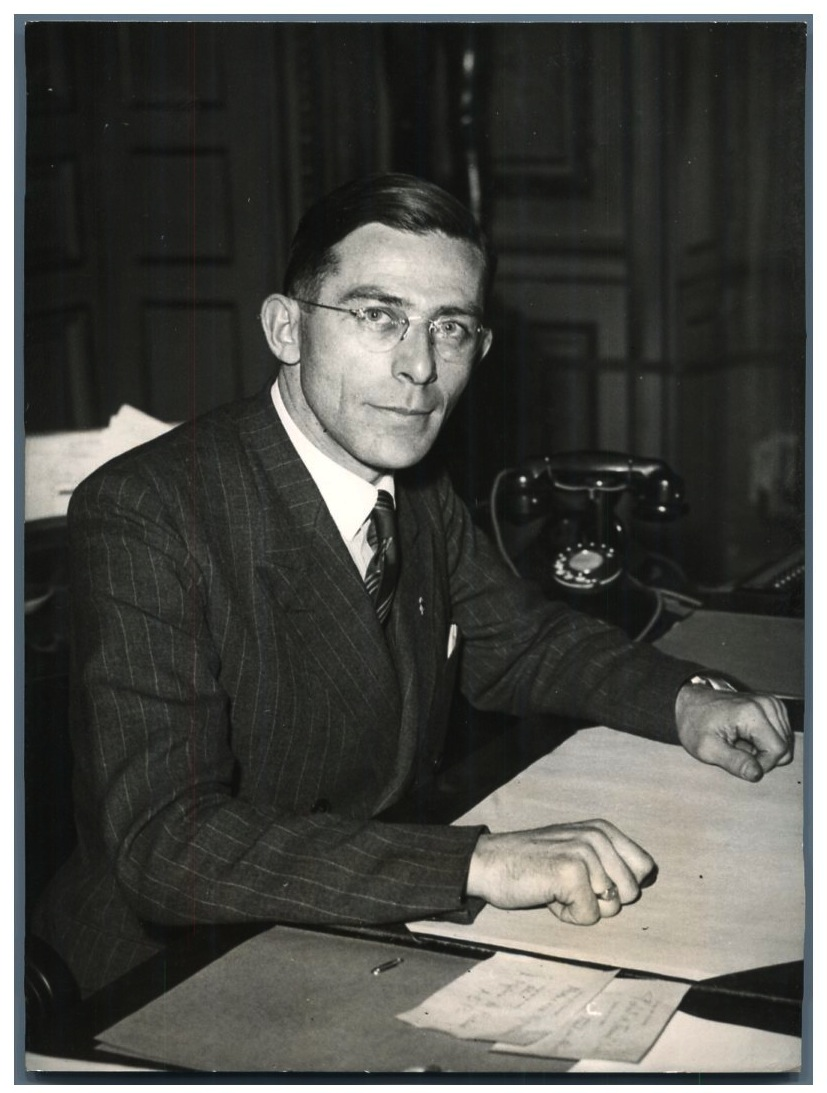
Robert Prigent omstreeks 1945

Robert Prigent (Saint-Pol-sur-Mer, 24 november 1910 - Parijs 13 juli 1995), was een Frans vakbondsman en christendemocratisch politicus.

## Biografie
Prigent was secretaris van de vakbond Confédération Française des Travailleurs Chrétiens (C.F.T.C.) van Duinkerke. Daarnaast was hij lid van de christendemocratische Parti Démocrate Populaire (Democratische Volkspartij). Tijdens de Tweede Wereldoorlog organiseerde hij de Mouvement Familial Ouvrière (Beweging van Werkende Families).
In 1943 bevond hij zich in Algiers en werd lid van de Assemblée Consultative Provisoire aldaar. Als zodanig zette hij zich in voor de staatshervorming en de invoering van het vrouwenkiesrecht.
Prigent sloot zich na de Tweede Wereldoorlog aan bij de christendemocratische Mouvement Républicain Populaire (MRP) en vertegenwoordigde van 1945 tot 1951 het Noorderdepartement in de Franse Nationale Vergadering (Assemblée Nationale Française). Daarnaast was hij meermaals minister (1945-1947) en staatssecretaris (1950) tijdens de beginjaren van de Vierde Franse Republiek (Quatrième République Française). Nadien was hij weer actief binnen de christelijke vakbeweging. Hij zette zich bijzonder in voor de re-integratie van gehandicapten.
Prigent overleed op 84-jarige leeftijd.

## Ministersposten
- Minister van Bevolking in het kabinet-De Gaulle (2) (21 november 1945 - 26 januari 1946) en het kabinet-Bidault (1) (24 juni - 16 december 1946)
- Minister van Volksgezondheid in het kabinet-Gouin (26 januari - 24 juni 1946) en het kabinet-Ramadier (1) (9 mei - 22 oktober 1947)
- Minister van Landbouw in het kabinet-Blum (3) (16 december 1946 - 22 januari 1947)
- Staatssecretaris in het kabinet-Bidault (2) (14 februari - 2 juli 1950)
- Staatssecretaris van Binnenlandse Zaken in het kabinet-Queuille (2) (2 juli - 12 juli 1950)